# Herbert von Böckmann
Herbert von Böckmann, nemški general, * 24. julij 1886, Bremen, † 10. marec 1974, Baden-Baden.